# Loxotis
Loxotis là một chi rêu trong họ Meteoriaceae.